# Lorisi
Lorisi (Lorisidae, ponekad i Loridae) su porodica iz reda primata.  To su vitke životinje, stanovnici krošnji koji su bliski srodnici s porodicom galagija. Porodica se dijeli na četiri roda s osam ili deset vrsta (podjela još nije općeprihvaćena od čitave znanstvene zajednice).

## Rasprostranjenost
Lorisi žive u tropskoj, centralnoj Africi, kao i u Južnoj i Jugoistočnoj Aziji.

## Opis
Lorisi imaju gusto, vunasto krzno, najčešće sivo ili smeđe obojeno, koje je s gornje strane tijela nešto tamnije. Velike oči, svojstvene noćnim životinjama, okrenute su im prema naprijed. Uši su im male i često djelomično skrivene u krznu. Palčevi su im nasuprotni, a drugi prst na šakama prednjih ekstremiteta im je zakržljao. Na drugom prstu stopala imaju kandžice tipične za sve Strepsirrhinije. Repovi su im kratki, ili ih uopće nemaju. Tijela su im duga između 17 i 40 cm, a teže od 300 grama do 2 kilograma. 

## Način života
Lorisi su noćne životinje koje žive na drveću. Za razliku od galagija, odlikuju se laganim, promišljenim pokretima, i nikada ne skaču. Svojim snažnim prednjim ekstremitetima se tako čvrsto drže za grane, da ih ni silom nije moguće skinuti. Većina lorija su samotnjaci, ili žive u najviše malenim porodičnim zajednicama. 

## Hrana
Najvažnija hrana lorisa su kukci. Uz njih, jedu i ptičja jaja, malene kralježnjaka ali i voće i sok stabala.

## Razmnožavanje
Skotnost lorisa traje četiri do šest mjeseci, nakon čega se rađa jedno do dvoje mladunaca. Oni se drže za krzno na majčinom trbuhu, ili u gnijezdima čekaju da se majke vrate iz potrage za hranom. Nakon tri do devet mjeseci - što ovisi o vrsti - prestaju sisati, a s deset do osamnaest mjeseci dosižu spolnu zrelost. Očekivani životni vijek im može biti do 20 godina.

## Ugroženost
Generalno gledano, lorisi spadaju među manje ugrožene vrste. Najvažnija ugroza im je uništavanje njihovih staništa.

## Rodovi
- U centralnoj Africi žive Arctocebus.
- Centralna Afrika je i domovina Perodicticus potto.
- Na području južne Indije i Sri Lanke žive lorisi, nazvani i vitki lorisi.
- Na području jugoistočne Azije žive Nycticebusi.